# 楚雄文廟
楚雄文廟（そゆうぶんびょう）は、中華人民共和国雲南省楚雄イ族自治州楚雄市に位置する孔子廟。

## 歴史
楚雄文廟は明代に建立された。
清の康熙年間には文廟が重修された。

## 建築物
大成殿、泮池、三元橋、大成門、大成殿西廂（元郷賢祠）、尊経閣
大成殿は明の成化5年（1469年）に建てられ、乾隆4年（1739年）、乾隆41年（1776年）、道光18年（1838年）及び1985年に修復された。

## ギャラリー
- 大成殿
- 大成殿上檐転角鋪作
- 大成殿下檐転角鋪作
- 尊経閣